# Frankfort, Maine
Frankfort är en kommun i Waldo County i delstaten Maine, USA.